# Baďan
Baďan – wieś (obec) na Słowacji położona w kraju bańskobystrzyckim, w powiecie Bańska Szczawnica. Pierwsze wzmianki o miejscowości pochodzą z roku 1262. 
Według danych z dnia 31 grudnia 2012, wieś zamieszkiwało 207 osób, w tym 97 kobiet i 110 mężczyzn.
W 2001 roku rozkład populacji względem narodowości i przynależności etnicznej wyglądał następująco:
- Słowacy – 96,43%
- Romowie – 0,89%
- Węgrzy – 0,89%

Ze względu na wyznawaną religię struktura mieszkańców kształtowała się w 2001 roku następująco:
- Katolicy rzymscy – 46,43%
- Grekokatolicy – %
- Ewangelicy – 47,32%
- Ateiści – 4,46%
- Nie podano – 1,79%